# گوساله طلایی (جایزه)
گوساله طلایی (هلندی: Gouden Kalf)، (انگلیسی: Golden Calf) جایزه جشنواره فیلم هلند است که به‌طور سالیانه در جریان برگزاری آن در شهر اوترخت اهدا می‌شود.
گوساله طلایی از سال ۱۹۸۱ در ۶ بخش بهترین هنرپیشه مرد، بهترین هنرپیشه زن، بهترین فیلم، بهترین فیلم کوتاه، جایزه فرهنگی و جایزه افتخاری اعطا می‌شد.
از سال ۲۰۰۳ با اضافه شدن ۱۱ بخش جدید و حذف جایزه افتخاری مجموع کل جوایز گوساله طلایی به ۱۶ عدد رسید. از این سال این جایزه به بهترین کارگردان، بهترین فیلم‌نامه‌نویس، بهترین نقش مکمل مرد، بهترین نقش مکمل زن، بهترین مستند بلند، بهترین مستند کوتاه، بهترین فیلم‌برداری، بهترین تدوین، بهترین موسیقی، بهترین طراح تولید و بهترین تدوین صدا نیز اهدا شد.
روتخر هاور، کاریس فن هاوتن، فونس رادماکرس، الکس ون وارمردم، ژان فان د فلده، مرلین گوریس، یرون کرابه و مونیک هاندریکس از جمله مشهورترین اعضای بدنه سینمای هلند هستند که به این جایزه رسیدند.